# Mann (Stati Uniti d'America)
Mann  è una township degli Stati Uniti d'America, nella contea di Bedford nello Stato della Pennsylvania. Secondo il censimento del 2000 la popolazione è di 481 abitanti.

## Società

### Evoluzione demografica
La composizione etnica vede una maggioranza della razza bianca (99,17%) seguita da quella degli afroamericani e asiatica (entrambe a 0,21%), dati del 2000.
| township di Mann Popolazione |     |
| 2000                         | 481 |
| Stima al 2009                | 470 |